# Gary Clively
Gary Clively (Brisbane, 24 de juliol de 1955) és un ciclista australià, ja retirat, que fou professional entre 1975 i 1977 i del 1988 al 1990. De la seva carrera professional destaca Campionat d'Austràlia en ruta i un setè lloc final a la Volta a Espanya.

## Palmarès
- 1975
  - Trofeu Mauro Pizzoli
- 1989
  -  Campió d'Austràlia en ruta
  - 1r a Geelong
  - 1r a Cootamundra
  - 1r a Lancefield
- 1990
  - 1r a la Midlands Tour i vencedor d'una etapa
  - 1r a Little River
  - 1r a Trentham

### Resultats al Giro d'Itàlia
- 1976. 44è de la classificació general

### Resultats a la Volta a Espanya
- 1977. 7è de la classificació general